# Wóz reporterski

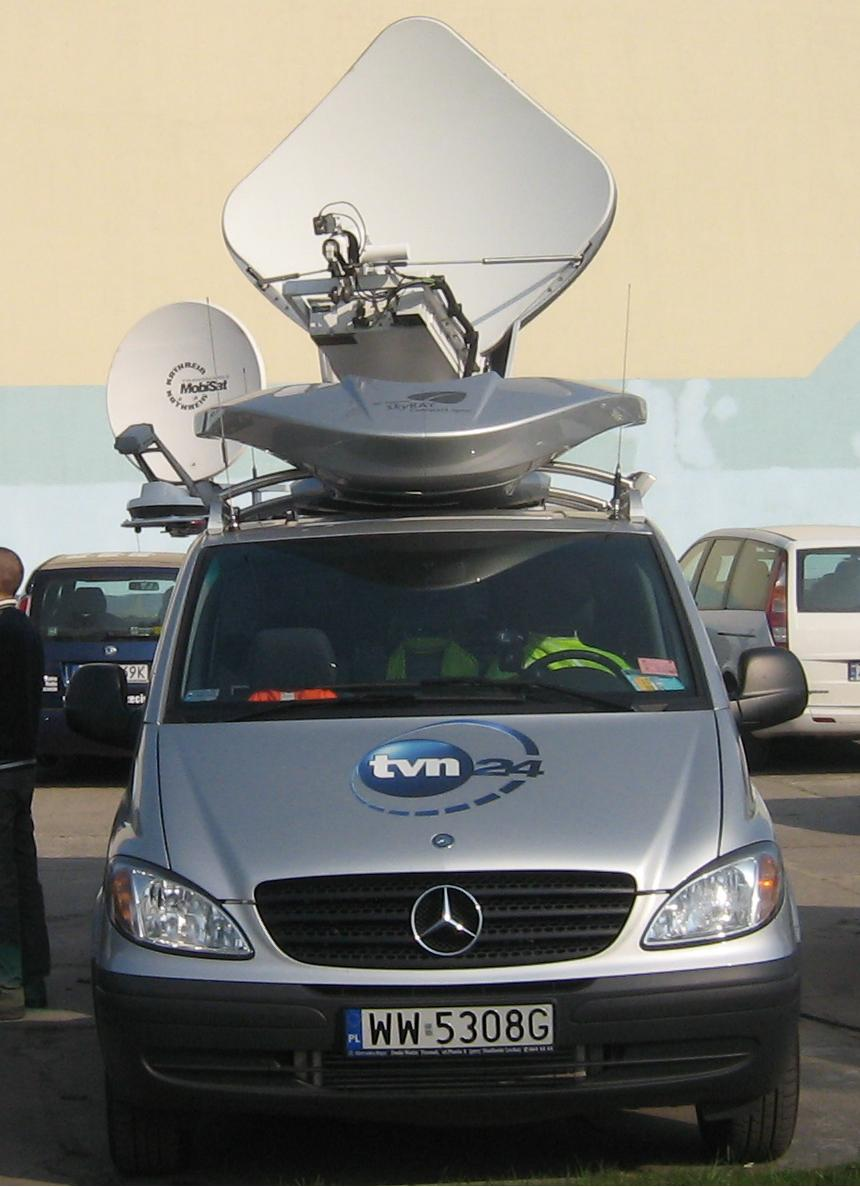
Wóz reporterski TVN24

Wóz reporterski, wóz transmisyjny, wóz satelitarny – pojazd radiowy lub telewizyjny przeznaczony do przekazywania relacji na żywo. Zbudowany przeważnie na bazie standardowego samochodu dostawczego lub terenowego, rzadziej osobowego lub ciężarowego, wyposażony w sprzęt radiowy lub telewizyjny oraz nadajniki.
Do końca lat 90. XX wieku najpopularniejsze były wozy reporterskie oparte na naziemnym przekazie radiowym. Pojazd taki wyposażony jest w wysuwany teleskopowo kilkumetrowy maszt zakończony anteną nadawczą. Przekaz następuje najczęściej poprzez połączenie się falami radiowymi z najbliższą bazą przekaźnikową TP SA, gdzie dalej łączami światłowodowymi wędruje do siedziby stacji.
Najnowsze wozy reporterskie wykorzystują jednak przekaz satelitarny (SNG). Charakteryzuje się on zdecydowanie lepszą jakością dźwięku i obrazu oraz praktycznie nieograniczoną mobilnością wozu, który nadawać może z każdego miejsca na świecie. Satelitarny wóz reporterski ma na dachu charakterystyczny talerz antenowy.
Istnieją także wozy reporterskie, które nie są wozami transmisyjnymi. Nie posiadają one anteny nadawczej, przez co nie mogą służyć do realizowania transmisji na żywo, a jedynie na nagranie materiału w celu późniejszego odtworzenia go na przykład w serwisie informacyjnym. Ponieważ wozy takie nie muszą przewozić instalacji nadawczej, są to zazwyczaj samochody osobowe.